# Kleine kiezelkrab
De kleine kiezelkrab (Ebalia cranchii) is een krab uit de familie Leucosiidae (kiezelkrabben), die vrij algemeen is op enige afstand voor de Belgische en Nederlandse kust.

## Anatomie
De kleine kiezelkrab heeft een knobbelige, ruitvormige carapax, ongeveer even lang als breed en met als grootste afmeting 11 mm. De branchiale delen van de carapax (waaronder zich de kieuwen bevinden) zijn minder sterk gezwollen dan bij de gladde kiezelkrab. De schaarpoten zijn relatief goed ontwikkeld en gegranuleerd (korrelig oppervlak). Kleine kiezelkrabben zijn rood/geel tot rood/wit met bruinrode vlekken. De pereopoden zijn geelachtig.

## Verspreiding en ecologie
De kleine kiezelkrab komt voor op gemengde bodemtypes (slib/zand en slib/grind), vanaf de getijdenzone tot op 100 m diepte. Het is een vrij algemene Oost-Atlantische soort die gevonden wordt van Noorwegen zuidwaarts tot voor Senegal. Ze is ook gevonden in de Middellandse Zee.

Er is weinig gekend over het dieet van de kleine kiezelkrab.